# Ticsani
Ticsani je komplex lávových dómů, nacházejících se v jižním Peru, asi 30 km jihovýchodně od sopky Huaynaputina. Nejsou evidovány žádné záznamy o erupci v historické době, ale v okolí vulkánu jsou aktivní fumaroly a některé lávové a pyroklastické proudy vypadají velmi čerstvě, nezvětralé, což vypovídá o jejich malém stáří.